# Idan Tal
Idan Tal (hebreiska: עידן טל) född 13 september 1975 i Jerusalem, är en israelisk före detta fotbollsspelare.